# بورتو
بورتو (به ایتالیایی: Boretto) یک کومونه در ایتالیا است که در استان رجو امیلیا واقع شده‌است.

## خصوصیات
بورتو ۱۹٫۲ کیلومترمربع مساحت و ۴٬۹۲۰ نفر جمعیت دارد.